# Liste de prix de bande dessinée
Un prix de bande dessinée est une distinction remise pour une bande dessinée particulière ou l'ensemble de l'œuvre d'un auteur de bande dessinée par des institutions publiques ou privées, ou même des particuliers, généralement dans le cadre d'un festival de bande dessinée ou d'une cérémonie. Ils peuvent être uniques ou divisés en de nombreuses catégories. La plupart des prix sont décernés annuellement et s'accompagnent de la remise d'une somme d'argent ou d'un trophée. Ces prix peuvent également récompenser des dessinateurs, des caricaturistes ou des dessinateurs de presse.
Il arrive que des prix littéraires généralistes aient des catégories consacrées à la bande dessinée (prix Hugo), ou récompensent les bandes dessinées dans le cadre d'une interprétation large du mot « littéraire » comme « livre ».
Dans le monde francophone, aucun prix de bande dessinée n'a l'aura du grand prix de la ville d'Angoulême, remis lors du festival d'Angoulême depuis 1974 à un auteur pour l'ensemble de son œuvre.

## Liste de prix par pays

### Allemagne
- Prix Max et Moritz (1982-), prix biennaux remis au festival d'Erlangen dans différentes catégories dont le prix du meilleur auteur germanophone de bande dessinée (5 000 €)
- Prix ICOM de la bande dessinée indépendante (de) (1994-), remis durant le festival ICOM à des auteurs de la scène alternative
- Prix e.o.plauen (1995-), prix triennaux remis à un auteur pour l'ensemble de son œuvre (5000€) et un jeune auteur pour le début de sa carrière (2500€)
- Prix de caricature des avocats allemands (de) (1998-), prix biennal remis à un dessinateur pour l'ensemble de son œuvre (5000€)
- Prix Sondermann (de) (2004-), remis à un auteur pour l'ensemble de son œuvre (5000€) et à un jeune auteur pour son début de sa carrière (2500€)
- Prix Peng ! (2005-), prix biennaux remis dans différentes catégories lors du festival de Munich
- Prix de bande dessinée de la fondation Berthold Leibinger (2015-), remis annuellement (15 000 €)
- Prix Rudolph-Dirks (de) (2017-2020), remis lors du German Comic Con (de) de Dortmund.

### Australie
- Prix Stanley (en) (1985-), remis principalement à des dessinateurs de presse et de comic strips dans différentes catégories
- Prix Ledger (en) (2005-2008), remis dans différentes catégories

### Belgique
- Prix Saint-Michel (1971-), remis dans différentes catégories lors du festival de Bruxelles, dont
  - Grand prix Saint-Michel (1971-), remis à un auteur pour l'ensemble de son œuvre de 1971 à 1973 et depuis 2002.
- Adhémar de bronze (1977-), prix biennal remis à un auteur flamand pour une œuvre récente ou l'ensemble de son œuvre
- Stripvos (nl) (2002-2013), remis à un auteur flamand pour l'ensemble de son œuvre
- Plunk de plastique (nl) (2004-), remis à un auteur humoristique (250€)
- Prix Raymond Leblanc (2007-), pour récompenser un auteur débutant
- Prix Diagonale et Diagonale-Le Soir, remis chaque année à Louvain-la-Neuve (2008-2018) ; remplacé par le Prix Rossel de la bande dessinée en 2019.
- Prix Willy-Vandersteen (2010-), remis alternativement en Belgique et aux Pays-Bas pour une œuvre de langue néerlandaise récente (5000€)
- Prix de la BD Fnac Belgique (2014-)
- Prix Atomium (2017-), remis lors de la Fête de la BD à Bruxelles ;
- Prix Rossel de la bande dessinée (2019-), en remplacement des prix Diagonale.

### Brésil
- Prix Abril de Journalisme, catégorie "BD" (1976-1998), remis au scénariste et/ou dessinateur d'une bande dessinée éditée par Editora Abril[1].
- Prix Angelo-Agostini (1985-), remis dans différentes catégories[2].
- Trophée HQ Mix (1989-), remis dans différentes catégories[3].
- Prix DB Artes (2003-2010), remis dans différentes catégories[4],[5].
- Trophée Alfaiataria de Fanzines (2007), remis dans différentes catégories[6].
- Trophée Bigorna (2008-2010), remis dans différentes catégories[7],[8].
- Prix Claudio Seto (2014-), remis à un auteur pour l'ensemble de son œuvre[9].
- Prix Al Rio (2015-2018), remis dans différentes catégories[10],[11].
- Prix ABRAHQ (2016-2017), remis dans différentes catégories[12],[13].
- Prix Grampo (2016-), remis pour une œuvre récente[14].
- Prix Dente de Ouro (2016-2020), remis dans différentes catégories[15],[16].
- Prix Jabuti de la meilleure bande dessinée (2016-), Prix Jabuti remis pour une roman graphique[17].
- Prix LeBlanc (2018-), remis dans différentes catégories[18].
- Dia do Super-Herói Brasileiro (2020-), remis dans différentes catégories[19].
- Prix Odisseia de Littérature Fantastique de la meilleure bande dessinée fantastique (2021-), Prix Odisseia remis pour une roman graphique[20].
- Prix Mapinguari (2022-), remis dans différentes catégories[21].
- CCXP Awards (2022-), remis dans différentes catégories[22].

### Canada
- Prix Solaris (1982-1999), remis pour une bande dessinée de science-fiction
- Prix Bédéis causa (1988-), remis dans différentes catégories lors du festival de Québec
- Prix de l'Association des créateurs et intervenants de la bande dessinée (1990-1993), remis dans deux catégories par des critiques québécois
- Prix Bédélys (1999-), remis dans différentes catégories lors du festival de Montréal
- Prix BD Québec (1999-2002), remis pour un album récent par les lecteurs du site BD Québec
- Prix Odyssée (2002), prix littéraire généraliste dont un pour une œuvre récente
- Prix Doug-Wright (2005-), remis dans différentes catégories
- Prix Joe-Shuster (2005-2022), remis dans différentes catégories
- Prix BD du Salon du livre de Trois-Rivières (2019-)

### Chine
- Prix du Dragon d'or (zh) (2004-2009), remis dans différentes catégories par le magazine 漫友 (zh)

### Corée du Sud
- Prix du Festival de Bucheon (ko) (2009-), remis dans différentes catégories

### Croatie
- SFERA Award (en) (1985-), prix de science-fiction généraliste remis par SFera récompensant notamment une bande dessinée récente

### Espagne
- Prix Haxtur (1985-2015), remis dans différentes catégories lors du festival des Asturies
- Prix du festival de bande dessinée de Barcelone (es) (1988-), remis dans différentes catégories lors du festival de Barcelone
- Prix international d'humour Gat Perich (1996-), remis à un dessinateur de presse pour l'ensemble de son œuvre
- Prix ibéro-américain d'humour graphique Quevedos (1998-), prix biennal national remis à un auteur humoristique pour l'ensemble de sa carrière (30.000€)
- Prix de la critique (2001-), prix remis dans différentes catégories par la revue Dolmen lors des journées d'Avilés
- Prix Ignotus de la meilleure bande dessinée (2003-), prix Ignotus remis pour une bande dessinée de science-fiction ou de fantasy
- Prix Notaire de l'humour (es) (2003-), remis par l'université d'Alicante à un ou deux auteurs humoristiques pour l'ensemble de leur carrière
- Prix AACE (es) (2006-2013), remis par des critiques de bande dessinée dans différentes catégories lors du festival de Barcelone
- Prix national de la bande dessinée (2007-), remis par le Gouvernement espagnol pour une bande dessinée récente (15.000€)
- Prix national de bande dessinée (ca) (2008-2012), remis par le Gouvernement catalan à un auteur pour l'ensemble de son œuvre (18.030€)[23]

### États-Unis
- Prix Pulitzer du dessin de presse (1922-), remis à un dessinateur de presse
- Prix Reuben (1946-), remis à auteur de comic strip ou un dessinateur de presse pour l'ensemble de son œuvre
- Prix de la National Cartoonists Society (1948-), remis dans différentes catégories
- Prix Alley (1961-1969), remis principalement à des auteurs de comic book de super-héros
- Prix Shazam (1971-1975), remis principalement à des auteurs de comic book de super-héros
- Prix Inkpot (1974-), remis lors du Comic Con à des personnalités principalement issues de la bande dessinée pour l'ensemble de leur carrière
- Prix Russ Manning (1982-), remis à un jeune auteur de comic book
- Prix des fans du Comics Buyer's Guide (en) (1982-2008), remis par les lecteurs du Comics Buyer's Guide dans de nombreuses catégories
- Prix humanitaire Bob Clampett (1984-), remis à un acteur de la bande dessinée ou de la culture populaire s'étant particulièrement distingué pour l'aide qu'il a accordée à autrui
- Prix Kirby (1985-87), remis à des auteurs de comic book, divisés entre prix Eisner et prix Harvey en 1988
- Prix Eisner (1988-), remis à des auteurs de comic book mainstream, le plus connu des prix américains
- Prix Harvey (1988-), remis à des auteurs de bande dessinée mainstream et d'auteur
- Prix GLAAD Media du comic book (1992-), remis pour une œuvre montrant de manière positive la communauté LGBT
- Bourse Xeric (1992-2012), remise à des auteurs de fanzine pour financer un projet éditorial
- Prix Don Thompson (en) (1992-1998), remis principalement à des auteurs de comic book de super-héros
- Prix Ignatz (1997-), remis lors de la Small Press Expo à des auteurs de bande dessinée alternative
- Prix Lulu (1997-2010), remis à des auteures de bande dessinée de tous types
- Prix Bram-Stoker du meilleur récit illustré (1999-2005), prix Bram Stoker remis pour une bande dessinée d'horreur
- Prix Howard E. Day (en) (2001-2007), remis à un auteur de fanzines ou de minicomics
- Prix Klein (2002-2012), remis par le Museum of Comic and Cartoon Art à un auteur pour l'ensemble de son œuvre
- Prix Herblock (2004-), remis à un dessinateur de presse actif pour l'ensemble de son œuvre (15000$)
- Prix Glyph (en) (2005-), remis à des auteurs afro-américains
- Prix Bill Finger (2005-), remis à deux scénaristes de comic book mainstream (dont un à titre posthume)
- Prix Inkwell (2008-), remis à des encreurs
- Prix Hugo de la meilleure histoire graphique (2009-), prix Hugo remis pour une bande dessinée de science-fiction ou de fantasy
- Prix Bram-Stoker du meilleur roman graphique (2012-), prix Bram-Stoker remis pour une bande dessinée d'horreur

### Finlande
- Chapeau de Puupää (1972-), remis par la Société finlandaise de bande dessinée pour l'ensemble d'une œuvre
- Prix du festival de Kemi (fi) (1981-2010), remis dans différentes catégories
- Prix Finlandia de la bande dessinée (2007-), remis pour une œuvre récente (5 000 €)
- Prix Herra Koipeliini (fi) (2009-2014), remis pour la traduction finnoise d'une œuvre récente
- Prix Skrew You (fi) (2012-), remis à un auteur finlandais pour l'ensemble de son œuvre
- Prix national d'art narratif (2014-), remis tous les deux ans par le Gouvernement finlandais à un auteur pour l'ensemble de son œuvre (15 000 €)

### France
- Grand prix de la ville d'Angoulême (1974-), remis à un auteur pour l'ensemble de son œuvre lors du festival d'Angoulême, lequel décerne de nombreux autres prix, dont :
  - Prix Révélation (1974-), remis pour un premier album
  - Prix du dessin et du scénario (1974-2006), remis à un auteur pour une œuvre récente
  - Fauve d'or : prix du meilleur album (1976-), remis pour un album récent
  - Prix de la bande dessinée alternative (1981-), remis à un fanzine de bande dessinée
  - Prix Jeunesse (1981-), remis pour une bande dessinée jeunesse
  - Prix jeune talent (1982-) et de la bande dessinée scolaire (1985-), remis à de jeunes auteurs d'un récit court amateurs (prix officiel du festival jusqu'en 2003, prix partenaire depuis)
  - Prix du public Cultura (1989-2018), remis selon diverses modalités après un vote du public. Fin 2018, l'attribution du prix est « suspendue » faute de sponsor[24]
  - Alph-Art humour (1989-2001), remis pour une bande dessinée humoristique
  - Prix du patrimoine (2004-), remis pour une réédition critique
  - Prix de la série (2004-), remis pour une série
  - Prix spécial du jury (2010-), remis pour un album expérimental ou atypique
  - Divers prix des partenaires du festival d'Angoulême sont également remis depuis 1981
  - prix Konishi (2018-), remis pour la traduction d'un manga
- Prix du Quai des bulles (1980-), remis dans différentes catégories
- Grand prix de la critique (1984-), remis à une œuvre récente par l'Association des critiques et des journalistes de bande dessinée
- Pépite de la bande dessinée, remis lors du SLPJ Salon du livre et de la presse jeunesse de Montreuil (1984-)
- Prix René-Goscinny (1988-2008), remis à un scénariste (5000€)
- Prix du Jury œcuménique de la bande dessinée (1990-), remis durant le festival d'Angoulême pour une œuvre récente
- Prix des libraires de bande dessinée (1990-), remis pour une œuvre récente par les libraires du réseau Canal BD
- Prix Jacques-Lob (1991-), remis à un auteur pour la qualité de ses scénarios lors du festival de Blois
- Prix France Info (1994-), remis par France Info pour une bande dessinée de reportage
- Anime & Manga Grand Prix (1994-), remis dans différentes catégories par AnimeLand
- Prix du festival Bd BOUM (1995-), remis dans différentes catégories dont le Grand Boum pour l'ensemble d'une œuvre (1998-)
- Prix de l'École de l'image (1995-2009), remis à un auteur ou une structure pour son apport à l'histoire de la bande dessinée par l'École de l'image lors du festival d’Angoulême
- Prix Tournesol (1997-), remis par Les Verts pour un album sensibilisant à l'écologie lors du festival d'Angoulême
- Prix Hippocampe, décerné depuis 1998 par l'association L'Hippocampe dans le cadre d'un concours de bande dessinée réservé aux personnes avec handicap ;
- Choix polonais (2002-2013), remis par un jury de lycéens polonais à une œuvre récente lors du festival d'Angoulême
- Prix Albert-Uderzo (2003-2007), remis dans différentes catégories
- Grand prix RTL de la bande dessinée (2004-), remis par RTL pour une œuvre récente
- Prix Château de Cheverny de la bande dessinée historique (2004-), remis pour une bande dessinée historique lors des Rendez-vous de l'histoire
- Prix de la BD du Point (2004-), baptisé ensuite « Prix Wolinski de la BD du Point »
- Prix Bull'gomme 53 (2004-), remis pour une bande dessinée jeunesse par le conseil général de la Mayenne
- Japan Expo Awards (2006-2012), remis dans différentes catégories lors de Japan Expo
- Prix Artémisia (2008-), remis à une auteure pour une œuvre récente
- Prix Schlingo (2009-), remis durant le festival d'Angoulême à un auteur proche de l'esprit de Charlie Schlingo (doté de deux caisses de vin)
- Prix Bulles Zik (2010-2013), remis dans différentes catégories pour des œuvres en lien avec la musique
- Grand prix de l'Imaginaire de la bande dessinée (2010-), grand prix de l'Imaginaire récompensant une bande dessinée
- Prix de la meilleure bande dessinée de science-fiction, remis dans le cadre du festival Utopiales de Nantes
- Prix de la BD Fnac (2013-2018) ; remplacé à partir de 2019 par le prix BD Fnac France Inter[25]
- Prix de la BD maritime (2013-) remis par le Festival BD Perros-Guirec et Le Télégramme
- Prix Du vent dans les BD (2014-), remis par des bibliothèques et médiathèques du Finistère.
- Prix Cases d'Histoire (2015-) remis pour une bande dessinée historique
- Prix Amerigo-Vespucci de la BD géographique (2016-), remis dans le cadre du Festival international de géographie de Saint-Dié-des-Vosges
- Prix Couilles au cul (2016-), remis en marge du festival d'Angoulême à un dessinateur ou une dessinatrice pour récompenser son courage artistique
- Prix BD du livre politique (2017-) décerné par l'association Lire la société et France Culture
- Prix de la BD France Bleu (2021-) décerné par France Bleu en partenariat avec Actua BD[26]
- Prix de la bande dessinée de science-fiction C'est plus que de la SF (2022-) [27]
- Prix BD jeunesse du Golfe (2024-), décerné par les enfants du Golfe de St Tropez des 12 communes.

### Hongrie
- Alfabéta-díj (hu) (2006-2011), remis dans différentes catégories par l'association hongroise de bande dessinée

### Italie
- Prix Yellow Kid (1966-2005), remis dans différentes catégories lors du Salon international des bandes dessinées
- Topolino d'or (it) (1994-2005), remis à des collaborateurs de Walt Disney Italia
- Grand Guinigi (1995-), remis dans différentes catégories au festival de Lucques
- Prix Micheluzzi (1998-), remis dans différentes catégories au festival de Naples
- Prix Africa & Mediterraneo (2002-2010), remis à un auteur africain pour une histoire évoquant son continent
- Prix Ayaaaak (2004-2008), remis dans différentes catégories à des auteurs de bande dessinée populaire

### Japon
- Prix Shōgakukan (1955), remis par Shōgakukan, actuellement dans quatre catégories
- Prix Bungeishunjū (1955-2002), remis à un auteur de manga humoristique
- Prix Tezuka (1971-)
- Prix de l'Association des auteurs de bande dessinée japonais (1972-), remis dans différentes catégories
- Prix Akatsuka (1974-), prix biennal remis pour un manga humoristique
- Prix du manga Kōdansha (1977-), remis par Kōdansha, actuellement dans quatre catégories
- Grand prix de bande dessinée Dengeki (en) (2004-2012), remis dans différentes catégories (500 000 à 2 000 000 yens)
- Prix culturel Osamu Tezuka (2007-), remis dans différentes catégories (2 000 000 yens pour le grand prix, 1 000 000 pour les autres)
- Prix international du manga (2007-2012), remis par le Gouvernement japonais à un auteur étranger
- Grand prix du Manga (2008-), remis pour une œuvre récente d'une série comptant moins de huit volumes par des librairies
- Prix du nouveau talent Kadokawa (ja) (2009-), remis semestriellement par Kadokawa à un de ses jeunes auteurs
- Prix Gaiman (ガイマン賞, Gaiman-shō?) décerné à des œuvres non-japonaises (2011-)

### Norvège
- Prix Sproing (1987-), remis dans différentes catégories ;
- Prix du dessin de presse de l'année (1997-), remis tous les deux ans pour un dessin de presse ou un comic strip ;
- Prix Pondus (2010-2015), remis annuellement pour un comic strip (doté de 100 000 NOK).

### Pays-Bas
- Prix Stripschap (1974-), remis par Het Stripschap (nl) à un auteur pour l'ensemble de son œuvre
- Prix Marten Toonder (2010-2012), remis à un auteur pour l'ensemble de son œuvre (25.000€)
- Prix Willy-Vandersteen (2010-), remis alternativement en Belgique et aux Pays-Bas pour une œuvre de langue néerlandaise récente (5000€)

### Pologne
- Grand prix du festival international de bande dessinée de Łódź (pl) (1991-), remis dans différentes catégories
- Prix de l'Association polonaise de bande dessinée (pl) (2010-), remis dans différentes catégories

### Royaume-Uni
- Prix Ally Sloper (en) (1976-1982), remis dans différentes catégories
- Prix Eagle (1977-2012), remis dans différentes catégories
- Prix nationaux de bande dessinée (en) (1997-2003), remis dans différentes catégories

### Russie
- Prix du festival Kommissia (ru) (2004-), remis dans différentes catégories

### Suède
- Prix Adamson (1965-), remis dans plusieurs catégories selon différents critiques
- Bourse 91:an (1974-1996), remis à un auteur suédois par Semic
- Prix Unghunden (1994-), remis à une personne ou une institution pour sa contribution à la bande dessinée jeunesse en Suède
- Prix Urhunden (1987-), remis dans deux catégories pour un album paru dans l'année
- Chien moche Galago (sv) (1989-2003), remis par Galago à un auteur de bande dessinée alternative

### Suisse
- Prix de la ville de Genève pour la bande dessinée (1997-), trois prix remis pour une œuvre internationale, une œuvre réalisée par des Genèvois (10.000CHF) et une œuvre pour un jeune auteur n'ayant pas encore publié, âgé de moins de 30 ans (5000CHF)
- Prix Delémont'BD (depuis 2019)

### Taïwan
- Prix de bande dessinée des nouveaux talents de Xiaomei (zh) (1980-1982), remis semestriellement par le magazine Xiaomei de la maison d'édition Daran
- Défi national de bande dessinée (zh) (1985-1986), remis dans différentes catégories par China Times (en)
- Prix de bande dessinée de l'académie nationale pour la recherche sur l'éducation (zh) (1989-2011), remis dans différentes catégories par l'Académie nationale pour la recherche sur l'éducation (en)
- Prix du scénario de bande dessinée de Taiwan Info (zh) (2001-2008), remis par Taiwan Info
- Prix d'or de la bande dessinée (zh) (2009-), remis dans différentes catégories par le Gouvernement taïwanais